# 路地裏 僕と君へ
「路地裏 僕と君へ（ろじうら ぼくときみへ）」は、ムックの7枚目のシングル。2004年2月25日発売。発売元はユニバーサルミュージック。

## 概要
- 初回プレス盤のみシークレット・ジャケット仕様
- PV監督はモリ○カツ。

## 収録曲
1. 路地裏 僕と君へ(4:38)
（作詞：逹瑯、作曲・編曲：ミヤ）
2. 夢死(3:31)
（作詞・作曲・編曲：ミヤ）
  - 読み方は「むし」。

## 収録アルバム
路地裏 僕と君へ
- 朽木の灯
- BEST OF MUCC

夢死
- カップリング・ワースト